# Theope methemona
Espèce
Theope methemona est une espèce d'insectes lépidoptères appartenant à la famille  des Riodinidae et au genre Theope.

## Taxonomie
Theope methemona a été décrit par Henry Walter Bates en 1868.

## Description
Theope methemona est un papillon au dessus bleu vif largement bordé de marron très foncé aux ailes antérieures sur le bord costal et le bord externe, bordé de marron roux aux ailes postérieures.
Le revers est de couleur ocre, orné d'une ligne submarginale de triangles clairs pupillés de noir.

## Écologie et distribution
Theope methemona est présent au Brésil.

### Biotope
Il réside dans la forêt amazonienne.

### Protection
Pas de statut de protection particulier.